# 蒙普洛讷
蒙普洛讷（法語：Montplonne，法語發音：[mɔ̃plɔn]）是法国默兹省的一个市镇，属于巴勒迪克区。

## 地理
蒙普洛讷（48°41'27"N, 5°10'19"E）面积20.68 平方千米，位于法国大東部大區默兹省，该省份为法国西北部内陆省份，北与比利时接壤，西接马恩省和阿登省，南至上马恩省和孚日省，东临默尔特-摩泽尔省。
与蒙普洛讷接壤的市镇（或旧市镇、城区）包括：巴勒迪克、索河畔巴赞库尔、巴鲁瓦地区布里永、巴鲁瓦地区孔布勒、拉万库尔、巴鲁瓦地区隆日维尔、大楠村、萨沃尼耶尔-德旺巴尔、斯坦维尔、塔努瓦。

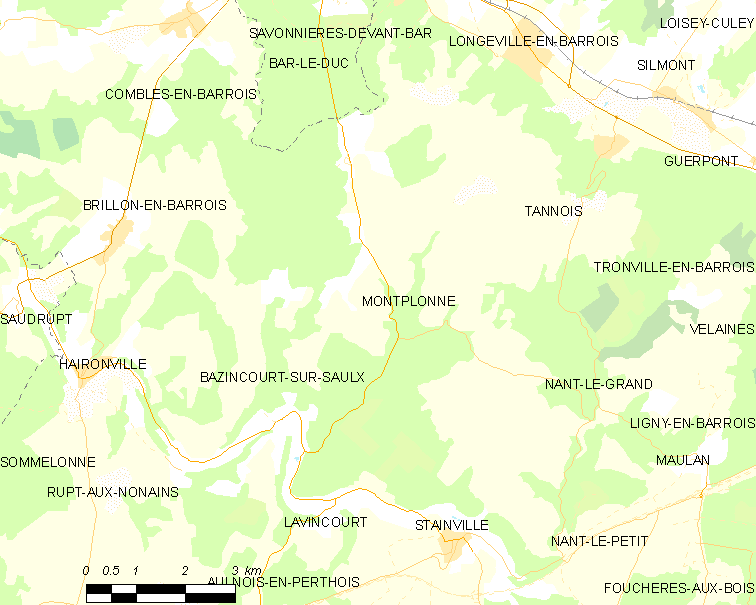
蒙普洛讷的OSM定位图

蒙普洛讷的时区为UTC+01:00、UTC+02:00（夏令时）。

## 行政
蒙普洛讷的邮政编码为55000，INSEE市镇编码为55352。

## 政治
蒙普洛讷所属的省级选区为昂塞维尔县。

## 人口

1962-2008年间蒙普洛讷人口变化图示

蒙普洛讷于2022年1月1日时的人口数量为137人。